# Lista șefilor serviciilor secrete din România
Aceasta este o listă a șefilor serviciilor secrete din România.

## Șefii structurilor de informații până în 1990
| Nume                                      | Perioada în care a activat             | Funcția și Serviciul Secret |
| ----------------------------------------- | -------------------------------------- | --- |
| Mihail Moruzov                            | 12 aprilie 1924 - 13 septembrie 1940   | Șef al Serviciul Secret de Informații                                                                                                   |
| Eugen Cristescu                           | 12 noiembrie 1940 - 23 august 1944     | Director al Serviciului Secret de Informații                                                                                            |
| Victor Siminel                            | 25 august 1944 - 20 septembrie 1944    | Director general al SSI (Serviciul Special de Informații)                                                                               |
| Ioan Lissievici                           | 25 septembrie 1944 - 25 decembrie 1944 | Director general al SSI (Serviciul Special de Informații)                                                                               |
| Gheorghe Săvoiu                           | 25 decembrie 1944 - 6 martie 1945      | Director general al SSI (Serviciul Special de Informații)                                                                               |
| Nicolae Stănescu                          | 12 martie 1945 - 12 iulie 1945         | Director general al SSI (Serviciul Special de Informații)                                                                               |
| Lucian Stupinianu                         | 12 iulie 1945 - ianuarie 1947          | Director general al SSI (Serviciul Special de Informații)                                                                               |
| Serghei Nicolau                           | ianuarie 1947 - aprilie 1951           | Director general al SSI (Serviciul Special de Informații)                                                                               |
| Serghei Nicolau                           | aprilie 1951 - martie 1954             | Șeful Direcției A - Informații Externe, din cadrul Direcției Generale a Securității Statului - DGSS                                     |
| Gheorghe Pintilie (n. Timofei Bodnarenko) | august 1948 - 1963                     | Comandant al Direcției Generale a Securității Poporului (DGSP)                                                                          |
| Vasile Vâlcu                              | martie 1954 - 16 decembrie 1955        | Șeful Direcției I - Informații Externe, din cadrul DGSS                                                                                 |
| Mihai Gavriliuc                           | 16 decembrie 1955 - 15 iulie 1959      | Șeful Direcției I - Informații Externe, din cadrul DGSS                                                                                 |
| Nicolae Doicaru                           | 1959 - 1963                            | Șeful Direcției I - Informații Externe, din cadrul DGSS                                                                                 |
| Nicolae Doicaru                           | 1963 - 1972                            | adjunct al ministrului de interne și șef al Direcției Generale de Informații Externe, din cadrul Consiliului Securității Statului - CSS |
| Nicolae Doicaru                           | 1972 - 4 martie 1978                   | prim-adjunct al ministrului de interne și Șef al Departamentului de Informații Externe - DIE, din cadrul CSS                            |
| Alexandru Dănescu                         | iunie 1978 - octombrie 1978            | Șef al DIE, din cadrul Departamentului Securității Statului - DSS                                                                       |
| Romus Dima                                | 15 octombrie 1978 - 22 aprilie 1980    | secretar de stat la Ministerul de Interne și Șef al Centrului de Informații Externe - CIE, din cadrul DSS                               |
| Nicolae Pleșiță                           | 22 aprilie 1980 - 26 noiembrie 1984    | prim-adjunct al ministrului de interne și Șef al CIE, din cadrul DSS                                                                    |
| Iulian Vlad                               | 1987-1989                              | Șef al Departamentului Securității Statului (DSS)                                                                                       |
| Aristotel Stamatoiu                       | 1 decembrie 1984 - 6 ianuarie 1990     | adjunct al ministrului de interne și Șef al CIE, din cadrul DSS                                                                         |

## Șefii Serviciului Român de Informații
| Nume                   | Perioada în care a activat                                            | Funcția și Serviciul Secret                        |
| ---------------------- | --------------------------------------------------------------------- | -------------------------------------------------- |
| Virgil Măgureanu       | 26 mai 1990 - 25 aprilie 1997                                         | Șeful Serviciului Român de Informații              |
| Costin Georgescu       | 30 mai 1997 - decembrie 2000                                          | Șeful Serviciului Român de Informații              |
| Alexandru Radu Timofte | 7 februarie 2001 - 20 iulie 2006                                      | Șeful Serviciului Român de Informații              |
| Florian Coldea         | 20 iulie 2006 - 4 octombrie 2006 27 ianuarie 2015 - 18 februarie 2015 | Șeful interimar al Serviciului Român de Informații |
| George Cristian Maior  | 4 octombrie 2006 - 27 ianuarie 2015                                   | Șeful Serviciului Român de Informații              |
| Eduard Hellvig         | 19 februarie 2015 - 3 iulie 2023                                      | Șeful Serviciului Român de Informații              |

## Șefii Serviciului de Protecție și Pază
| Nume                                                  | Perioada în care a activat           | Funcția și Serviciul Secret                  |
| ----------------------------------------------------- | ------------------------------------ | -------------------------------------------- |
| General-maior Dumitru Iliescu                         | 7 mai 1990 - 21 noiembrie 1996       | director al Serviciului de Protecție și Pază |
| Colonel Nicu Anghel                                   | 18 decembrie 1996 - 29 aprilie 1998  | director al Serviciului de Protecție și Pază |
| General de brigada (Chestor general) Anghel Andreescu | 4 mai 1998 - 21 ianuarie 1999        | director al Serviciului de Protecție și Pază |
| General-locotenent Neculai Stoina                     | 18 martie 1999 - 28 decembrie 2000   | director al Serviciului de Protecție și Pază |
| General-locotenent Gabriel Naghi                      | 28 decembrie 2000 - 7 decembrie 2005 | director al Serviciului de Protecție și Pază |
| General-locotenent Lucian Pahonțu                     | 7 decembrie 2005 - prezent           | director al Serviciului de Protecție și Pază |

## Șefii Serviciului de Informații Externe
| Nume                   | Perioada în care a activat             | Funcția și Serviciul Secret                                   |
| ---------------------- | -------------------------------------- | ------------------------------------------------------------- |
| General Mihai Caraman  | 18 ianuarie 1990 - 13 decembrie 1990   | adjunct al ministrului apărării naționale și comandant al CIE |
| General Mihai Caraman  | 13 decembrie 1990 - 9 aprilie 1992     | director al Serviciului de Informații Externe                 |
| General Ioan Talpeș    | 9 aprilie 1992 - 30 iulie 1997         | director al Serviciului de Informații Externe                 |
| Cătălin Harnagea       | 30 iulie 1997 - 1 februarie 2001       | director al Serviciului de Informații Externe                 |
| Gheorghe Fulga         | 12 februarie 2001 - 20 iulie 2006      | director al Serviciului de Informații Externe                 |
| General Silviu Predoiu | 20 iulie 2006 - 4 octombrie 2006       | director interimar al Serviciului de Informații Externe       |
| Claudiu Săftoiu        | 4 octombrie 2006 - 19 martie 2007      | director al Serviciului de Informații Externe                 |
| General Silviu Predoiu | 19 martie - 5 decembrie 2007           | director interimar al Serviciului de Informații Externe       |
| Mihai Răzvan Ungureanu | 5 decembrie 2007 - 8 februarie 2012    | director al Serviciului de Informații Externe                 |
| General Silviu Predoiu | 8 februarie 2012 - 27 februarie 2012   | director interimar al Serviciului de Informații Externe       |
| Teodor Meleșcanu       | 27 februarie 2012 - 22 septembrie 2014 | director al Serviciului de Informații Externe                 |
| General Silviu Predoiu | 22 septembrie 2014 - 30 iunie 2015     | director interimar al Serviciului de Informații Externe       |
| Mihai Răzvan Ungureanu | 30 iunie 2015 - 26 septembrie 2016     | director al Serviciului de Informații Externe                 |
| General Silviu Predoiu | 26 septembrie 2016 - 3 iulie 2018      | director interimar al Serviciului de Informații Externe       |
| Gabriel Vlase          | 4 iulie 2018 - prezent                 | director al Serviciului de Informații Externe                 |

## Șefii Serviciului de Telecomunicații Speciale
| Nume                                     | Perioada în care a activat           | Funcția și Serviciul Secret                         |
| ---------------------------------------- | ------------------------------------ | --------------------------------------------------- |
| General maior (r) ing. Ionel Dumitrescu  | 11 ianuarie 1990 - 12 iunie 1990     | director al Serviciului de Telecomunicații Speciale |
| General de brigadă (r) ing. Ștefan Coman | 12 iunie 1990 - 20 decembrie 1995    | director al Serviciului de Telecomunicații Speciale |
| General-maior (r) ing. Tiberiu Lopatiță  | 20 decembrie 1995 - 1 noiembrie 1997 | director al Serviciului de Telecomunicații Speciale |
| General maior (r) ing. Mircea Anghel     | 1 noiembrie 1997 - 16 martie 1999    | director al Serviciului de Telecomunicații Speciale |
| General-maior (r) dr. ing. Ion Sima      | 16 martie 1999 - 12 februarie 2001   | director al Serviciului de Telecomunicații Speciale |
| General (r) ing. Tudor Tănase            | 12 februarie 2001 - 7 decembrie 2005 | director al Serviciului de Telecomunicații Speciale |
| General (r) ing. Marcel Opriș            | 7 decembrie 2005 - 1 august 2017     | director al Serviciului de Telecomunicații Speciale |
| General-locotenent ing. Sorin Vasilca    | 1 august 2017 - 30 iulie 2019        | director al Serviciului de Telecomunicații Speciale |